# Szabó István (apostoli kormányzó)
Szabó István (Szatmárnémeti, 1867. december 23. – Szatmárnémeti, 1947. április 11.) katolikus pap, a szatmári, majd a Szatmár-Nagyváradi egyesített egyházmegye apostoli kormányzója.

## Pályafutása
1891. január 11-én szentelték pappá. Először püspöki szertartó és egyházmegyei levéltáros volt, majd 1893-tól szentszéki aljegyző, 1897-től püspöki titkár és szentszéki jegyző, 1899-től szentszéki ülnök, 1900-tól püspöki irodaigazgató. 1916-ban székesegyházi főesperessé, 1924-ben nagypréposttá nevezték ki.
Boromisza Tibor püspök elhunytát követően, 1928. július 8-án káptalani helynökké választották. A Románia és a Vatikán között megkötött konkordátum ratifikálása után az Apostoli Szentszék kinevezte a Szatmár-Nagyváradi egyesített egyházmegye apostoli kormányzójává; ebben a minőségében 1930-ig, Fiedler István püspöki kinevezéséig vezette az egyházmegyét.